# سيدهارتنجار
سيدهارتنجار رمزها «SN» (بالإنجليزية: Siddharthnagar) ، هو تقسيم إداري لدولة الهند تتبع ولاية أتر برديش (بالإنجليزية: Uttar  Pradesh) ، مركزها هو مدينة نافجاره (بالإنجليزية: Navgarh) عدد سكانها حسب تعداد سنة 2001 هو 2,038,598 ، مساحتها 2,751 كم² وكثافة السكان 741 لكل كم² .